# Martin Laliberté

Wappen von Martin Laliberté als Weihbischof in Québec

Martin Laliberté PME (* 13. Dezember 1964 in Charlesbourg) ist ein kanadischer Ordensgeistlicher und römisch-katholischer Bischof von Trois-Rivières.

## Leben
Martin Laliberté studierte von 1983 bis 1987 an der Universität Laval in Québec, an der er ein Baccalauréat im Fach Katholische Theologie und ein Diplom im Fach Pädagogik erwarb. Von 1987 bis 1989 war Laliberté als Missionar in Haiti tätig. Danach absolvierte er eine einjährige Ausbildung am Centre de Spiritualité Manrèse in Québec und erlangte nach weiterführenden Studien an der Saint Paul University in Ottawa einen Master im Fach Missionswissenschaft. 1990 trat Martin Laliberté der Ordensgemeinschaft der Société des Missions-Étrangères bei. Von 1990 bis 1992 wirkte er in der Jugendmission in Québec. Laliberté legte am 22. Juni 1995 die ewige Profess ab und wurde eine Woche später in der Kapelle des Generalhauses seiner Ordensgemeinschaft in Laval durch den Erzbischof von Québec, Maurice Couture RSV, zum Diakon geweiht. Am 28. Oktober desselben Jahres empfing er in der Kirche Notre-Dame des Laurentides durch den Weihbischof in Québec, Marc Leclerc das Sakrament der Priesterweihe.
1996 wurde Martin Laliberté als Missionar nach Brasilien entsandt, wo er zunächst in Manacapuru tätig war. 1998 wurde er Pfarrer der Pfarrei São Sebastião in Caapiranga. Zudem war er von 1998 bis 2000 Vorsitzender des Priesterrates der Territorialprälatur Coari. 2004 kehrte Laliberté in seine Heimat zurück und wurde Direktor des internationalen Ausbildungszentrums für Missionare der Société des Missions-Étrangères. Von 2008 bis 2013 wirkte er als Generalvikar der Société des Missions-Étrangères. Ab Mai 2013 war Martin Laliberté Generalsuperior seiner Ordensgemeinschaft.
Am 25. November 2019 ernannte ihn Papst Franziskus zum Titularbischof von Sertei und zum Weihbischof in Québec. Der Erzbischof von Québec, Gérald Cyprien Kardinal Lacroix ISPX, spendete ihm am 29. Dezember desselben Jahres in der Kathedrale Notre-Dame de Québec die Bischofsweihe; Mitkonsekratoren waren der Bischof von Chicoutimi, René Guay, und der Weihbischof in Québec, Marc Pelchat. Sein Wahlspruch Si tu savais le don de Dieu („Wenn du wüsstest, worin die Gabe Gottes besteht“) stammt aus Joh 4,10 .
Papst Franziskus bestellte ihn am 14. März 2022 zum Bischof von Trois-Rivières. Die Amtseinführung erfolgte am 8. April desselben Jahres.